# Allan Angoff
Allan Angoff (* 30. Juli 1910 in Boston; † 1998) war ein US-amerikanischer Verleger, Publizist und Parapsychologe.

## Leben
Angoff schrieb für Tageszeitungen, u. a. für Boston Evening Transcrip, den Boston Herald, die New York Post, das Library Journal, die Zeitschrift Medical Economics, Publishers Weekly und den Bulletin of the College Language Association. Er veröffentlichte auch mehrere Bücher im Bereich der Parapsychologie.